# Elrabolva 2.
Az Elrabolva 2. (eredeti cím: Taken 2) 2012-ben bemutatott francia akció-thriller, melynek rendezője Olivier Megaton, forgatókönyvírói Luc Besson és Robert Mark Kamen. Az Elrabolva-filmszéria második része, illetve a 2008-as Elrabolva című film folytatása. A főszerepben Liam Neeson, Maggie Grace, Famke Janssen és Rade Šerbedžija látható.
A film Franciaországban 2012. október 3-án jelent meg, Magyarországon október 11-én mutatták be a ProVideo forgalmazásában.
Általánosságban vegyes véleményeket kapott a kritikusoktól, és bevételi szempontból sikeresen teljesített, meghaladva az első részt.
Elkészítették a film harmadik részét Elrabolva 3. címmel, melyet 2015. január 9-én mutattak be.

## Cselekmény
Az albán gengszterek halála után, akiket Bryan Mills (Liam Neeson) ölt meg Párizsban elrabolt lánya, Kim (Maggie Grace) keresése közben, a bűnözők unokatestvérei elhagyják Franciaországot, és visszamennek szülőhelyükre, Tropojába, Albániába, a halottak temetésére. A ceremónia alatt Murad (Rade Šerbedžija), a halott férfiak megbízója és egyben Marko apja (akit Bryan árammal vallatott, majd végzett ki) bejelenti, hogy bármi áron, de meg fogják találni Bryant és bosszút állnak rajta.
Kim és édesanyja Lenore (Famke Janssen), akinek éppen párkapcsolati problémái vannak férjével, meglepetésszerűen csatlakoznak Bryan-hez a törökországi Isztambulba vezető útján, ahol Bryan üzleti vakációját tölti egy ott elvégzett CIA-s munkája után. Amíg Kim a hotelban van, Lenore-t és Bryan-t követik Murad emberei Isztambul utcáin, melyet Bryan észre is vesz. A gengszterek hamarosan foglyul ejtik Lenore-t, ezzel megadásra kényszerítve Bryan-t. Neki elfogása előtt még gyorsan sikerül felhívnia Kim-et, és figyelmeztetnie a veszélyre, Kim a hotel erkélyén kimászva elmenekül az épületből.
Bryan egy sötét szobában ébred, miközben kezei egy póznához vannak kötözve. A zoknijába elrejtett kommunikáló eszköz segítségével felhívja Kim-et, és arra utasítja, hogy menjen el az Amerikai Nagykövetségre, és mondja el nekik, hogy mi történt. Bryan utasításait követve Kim kinyitja apja fegyverekkel teli bőröndjét, és kidob az ablakon egy élesített gránátot, melynek hangjából Bryan kikövetkezteti, hol tarthatják őt fogva. Kim fegyvert ragad és a háztetőkön keresztül eljut Bryan-hez, aki időközben kioldozta magát, és vízgőzt juttat fel a kéményen keresztül, hogy Kim könnyebben megtalálja őt. Kim ledobja a fegyvert a kéményen, melynek segítségével Bryan kiszabadul. Menekülésük közben Murad emberei üldözőbe veszik őket, ezért ellopnak egy taxit, és miközben Kim vezeti az autót, Bryan lelövi üldözőiket.
Bryan visszatér az épülethez, de Lenore-t már elvitték onnan. Kim-et a Nagykövetségnél hagyja, ő pedig Murad menedékházához siet, melynek útvonalát még korábbi elrablása során memorizálta. Miután megöl két embert, Bryan találkozik Muraddal, aki elmondja neki, hogy Bryan hiába végez vele, két fia bosszút fog állni apjuk haláláért. Murad megállapodik Bryan-nel, hogy lemond a vérbosszúról, cserébe az életéért. Bryan eldobja fegyverét és kisétál az épületből, Murad azonban felkapja a pisztolyt és hátulról le akarja lőni, ám a fegyver üres. Szembesülve azzal, hogy Murad sosem tartaná be a fegyverszünetet, Bryan végez vele.
Három héttel később a Mills család éppen egy kis étteremben tartózkodik Los Angelesben, megünnepelve, hogy Kim megszerezte jogosítványát. Bryan meglepődik, amikor Kim szerelme, Jamie csatlakozik hozzájuk. Kim tréfálkozva megkéri az őt túlságosan oltalmazó édesapját, hogy ne lője le Jamie-t.

## Szereplők
- Liam Neeson – Bryan Mills, nyugdíjas CIA-ügynök (Csernák János)
- Maggie Grace – Kim Mills, Bryan lánya (Györfi Anna)
- Famke Janssen – Lenore, Bryan volt felesége (Fehér Anna)
- Rade Šerbedžija – Murad, az albán maffia főnöke és az emberrablók vezetője (Szélyes Imre)
- Leland Orser – Sam, Bryan barátja és a volt CIA-s munkatársa (Háda János)
- Jon Gries – Casey (Koncz István)
- D.B. Sweeney – Bernie (Bácskai János)
- Luke Grimes – Jamie, Kim barátja (Sótonyi Gábor)
- Kevork Malikyan – Durmaz felügyelő
- Luenell – Kim vezetés-oktatója
- Olivier Rabourdin – Jean-Claude (Jakab Csaba)

## Produkció
Neeson és Grace Los Angeles-i jeleneteit 2012. januárban forgatták, az isztambuli jelenetek forgatására pedig még 2011 novemberében került sor.

## Bemutató
Az Elrabolva 2.-t 2012. szeptember 7-én mutatták be a 38. Deauville American Filmfesztiválon. Huszonöt országban 2012. október 5-én került a mozikba a film.

### Bevételek
Az Egyesült Államokban és Kanadában a nyitónapon a film érte el a legnagyobb nézettséget, 18,4 millió dollár bevételt szerzett, ebből 1,5 millió dollár az éjszakai vetítésekből származott. A nyitó hétvégén a film 49,5 millió dollárt szerzett Észak-Amerikában, így az első helyre jutva, valamint további 55 millió dollárt más piacokon. A második hétvégéje alatt az észak-amerikai jegypénztárak eladásait tekintve a film 55,8%-ot esett az első hétvégéhez képest, és 21,9 millió dollárt szerzett, az első helyet még mindig megtartva.
2013 januárjában az Elrabolva 2. összesen 139 765 660 dollárt jövedelmezett Észak-Amerikában, és 234 421 549 dollárt nemzetközileg, így világszerte összesen 374 187 209 dolláros bevételt termelt.

### Médiamegjelenés
Az Elrabolva 2. 2013. január 15-én jelent meg DVD-n és Blu-rayen. A Blu-ray verzió a vágatlan bővített, illetve a moziban bemutatott változatot tartalmazza. Magyarországon 2013. február 20-án jelent meg.

## Folytatás
Liam Neeson még nem biztos benne, hogy szerepet tudna vállalni egy folytatásban; azonban a 20th Century Fox és a film írói, valamint gyártói, Luc Besson és Robert Mark Kamen tervezgetnek egy harmadik részt. „Nem kezdtünk el addig beszélni az Elrabolva 3.-ról, amíg nem láttuk a bevételi adatokat” – nyilatkozta Kamen a Hollywood.com-nak. „De aztán azt mondtuk: Oh, rendben van. Szerintem csinálhatnánk egy harmadik részt. És a Fox is azt akarja, hogy csináljunk egy folytatást. Már mindenkit elraboltattunk, akit csak lehetett – ezúttal a film egy másik irányba fog menni. Érdekes lesz.”

## Fordítás
- Ez a szócikk részben vagy egészben  a   Taken 2 című angol Wikipédia-szócikk ezen változatának fordításán alapul.  Az eredeti cikk szerkesztőit annak laptörténete sorolja fel. Ez a jelzés csupán a megfogalmazás eredetét és a szerzői jogokat jelzi, nem szolgál a cikkben szereplő információk forrásmegjelöléseként.